# Macra de Reims
Macra de Reims o de Fismes, segons la tradició cristiana, va ser una màrtir i verge cristiana, morta poc abans o durant la persecució de Dioclecià. És considerada santa per l'Església Catòlica i la seva festivitat se celebra el 6 de gener.
Hauria viscut durant els anys de la persecució de Dioclecià, tot i que altres situen la seva mort abans, cap a l'any 287. La seva hagiografia, d'acord amb el Flos Sanctorum, explica que Macra residia a Augsburg, on va ser perseguida pel seu governador, Reciovar, per la seva fe cristiana. Va ser empresonada i turmentada al poltre i llençant-la al foc, però n'hauria sortit il·lesa. Reciovar, llavors, va manar fer-li tallar els pits i la va tancar en una presó fosca sense alimentar-la. El relat diu que, estant afligida, se li va aparèixer un ancià venerable enmig de la nit per confortar-la, sanar-li les ferides i restituir-li els pits. Arran d'això, el governador va ser més cruel i va manar llençar-la sobre rebles i trossos de teules i brases ardents, i seria llavors quan va morir Macra mentre es dedicava a l'oració a Déu.
La mort de Macra se situa a Fismes, una localitat a prop de Reims, ciutat on es diu que va ser enterrada el 6 de gener, data de la seva festivitat. Altres autors situen la seva mort el 2 o 3 de març. Per la localització, algun autor atribueix la seva mort a Maximià, que llavors es trobava a la província de Bèlgica, en un moment en què es documenten morts de sants com Fermí d'Amiens, entre d'altres. Hom afirma que el seu cos va ser trobat per Leudulf, un vaquer, i que amb d'altres fidels van depositar les seves restes en un sepulcre sumptuós a l'església de Fismes, anomenada de Santa Macra, durant el regnat de Carlemany.
L'església de Fère-en-Tardenois, a la diòcesi de Soissons, porta el nom d'aquesta santa, que la commemora i en celebra culte l'11 de juny.